# Pontus (Vorname)
Pontus ist ein schwedischer männlicher Vorname.

## Herkunft und Bedeutung
Pontus wird von dem altgriechischen Wort Pontos (Πόντος), Meer, beziehungsweise dessen latinisierter Form Pontus abgeleitet oder gilt als Kurzform des Namens Pontianus.

## Namensträger

### Vorname
- Pontus Åberg (* 1993), schwedischer Eishockeyspieler
- Pontus Carlsson (* 1982), schwedischer Schachspieler
- Pontus Dahlberg (* 1999), schwedischer Fußballtorwart
- Pontus Engblom (* 1991), schwedischer Fußballspieler
- Pontus Farnerud (* 1980), schwedischer Fußballspieler
- Pontus De la Gardie (1520–1585), schwedischer Heerführer und Gouverneur
- Pontus Gustafsson (* 1955), schwedischer Schauspieler
- Pontus Hanson (1894–1962), schwedischer Schwimmer und Wasserballer
- Pontus Heuterus (1535–1602), niederländischer Historiker und römisch-katholischer Geistlicher
- Pontus Hultén (1924–2006), schwedischer Kunsthistoriker und Philosoph
- Pontus Jansson (* 1991), schwedischer Fußballspieler
- Pontus Jäntti (* 1968), finnischer Badmintonspieler
- Pontus Kåmark (* 1969), schwedischer Fußballspieler
- Pontus Karlsson (* 1983), schwedischer Fußballspieler
- Pontus Segerström (1981–2014), schwedischer Fußballspieler
- Pontus de Tyard (1512–1605), französischer Dichter und Theologe
- Pontus Wernbloom (* 1986), schwedischer Fußballspieler
- Pontus Wikner (1837–1888), schwedischer Philosoph und Schriftsteller
- Pontus Zetterman (* 1994), schwedischer Handballspieler

### Kunstfigur
- Titelheld in Astrid Lindgrens Buch Rasmus, Pontus und der Schwertschlucker